# Dezső Molnár
Dezső Molnár (Magyarlak, 12 dicembre 1939) è un ex calciatore ungherese, di ruolo attaccante.